# 索額圖
索額圖（转写：Songgotu，1636年—1703年），都英额赫舍氏，字九如。號愚庵，滿洲正黃旗人，辅政大臣索尼第三子。清朝康熙年間重臣，官至保和殿大學士、领侍卫内大臣。康熙二十八年（1689年）七月二十四日，索額圖奉康熙帝命令擔任清與沙皇俄國談判滿洲邊界問題的首席代表，並簽定了第一個中俄條約《尼布楚條約》。據《赫舍里氏家譜》索額圖有多位女兒，其中兩女較出名，如：乌云珠、桓若，分別嫁給大学士伊桑阿、清代詩人兼歷史學家李鍇。

## 生平
出生年代推算當在崇德元年（1636年）前後，生於盛京（現瀋陽）。他是清朝開國功臣索尼的第三子。生母富察氏，内佐领屯塔西之女，为索尼之妾。以父荫入仕，初授侍衛，自三等升为一等侍衛。
康熙七年（1668年）六月，以一等侍衛索額圖，授為吏部侍郎。
康熙八年（1669年）五月，索额图辞去吏部侍郎职务，任一等侍卫。康熙帝以下棋为由召索额图入宫谋划，采取突袭的方式，逮捕鳌拜并惩鰲拜党羽。
康熙八年（1669年）八月，授國史院大學士。康熙九年十月，任保和殿大學士兼戶部尚書。史載“索額圖生而貴盛，性倨肆，有不附己者顯斥之。與朝士獨親李光地”。
康熙十六年（1677年），先是吴三桂反，大學士索額圖謂因撤藩激變，宜罪議撤藩諸臣。康熙帝不許，斥責索額圖的異議，並宣諭廷臣以前議撤藩，只有納蘭明珠與米思翰、莫洛等為能稱旨云。
康熙十六年（1677年）八月二十二日，康熙帝御太和殿，遣大學士索額圖為正使，大學士李霨為副使，持節授妃鈕祜祿氏（鄂必隆之女）立為康熙第二任皇后。
康熙十七年（1678年）八月十九日，康熙帝遣大學士索額圖，祭先師孔子。
康熙十八年（1679年）七月二十八日早，上御乾清門聴部院各衙門官員面奏政事，已時地大震，京城倒壞。康熙帝諭吏部等衙門：「自古帝王撫御萬方兢兢業業，勤求治理，必欲陰陽順序和氣迎庥，或遇災異示警，務省愆思過，實修人事，挽回天心。茲者地震之變，譴告非常，反覆思維深切悚惕。蓋由朕躬不德敷治未均，用人行政多未允符，內、外臣工不能精白乃心恪盡職掌、或罔上行私、或貪縱無忌、或因循推諉、或恣肆虐民、是非顛倒措置乖方、大臣不法、小臣不廉，上干天和召茲災眚，若不洗心滌慮痛除積習，無以昭感格而致嘉祥」。
康熙帝谕曰：「先年，吳三桂逆叛時，著議政王大臣議奏發兵。魏象樞云：此烏合之眾何須發兵？昔舜誕敷文德舞干羽而有苗格，今不煩用兵撫之自定，魏象樞與索額圖爭論成隙。後十八年，地震時，左都御史兼刑部尚書魏象樞密奏：速殺大學士索額圖，則於皇上無干矣。朕曰：凡事皆朕聽理，與索額圖何關輕重」。
魏象樞又密奏康熙皇帝：「非常之變，惟重處索額圖、納蘭明珠兩人，可以消除此災地震矣」。康熙帝諭曰：「朕身之過與伊等何干，朕斷不以己之過移之他人也！魏象樞惶遽懼怕不能對。當吳三桂叛变時，索額圖奏云：始言遷徙吳三桂之人可斬也，朕謂欲遷徙者朕之意也，與他人何涉！索額圖悚懼不能對」。
康熙十九年（1680年）六月二十七日，康熙帝以御书大轴赐大学士索额图、勒德洪、纳兰明珠、李霨、杜立德、冯溥。康熙帝谕曰：“朕万几余暇留心经史时取古人墨迹临摹，虽好慕不衰、未窥其堂奥，岁月既深偶成卷轴。卿等佐理勤劳朝夕问对，因思古之君臣美恶皆可相劝，故以平日所书者赐卿，方收勉所未逮，非谓书法已工也，卿等其知朕意”。
康熙十九年（1680年）八月，索額圖以病乞解任大學士，上優旨獎其「勤敏練達，用兵以來，贊畫機宜」，改命為內大臣，尋授議政大臣。
康熙二十一年（1682年）三月，因此有部分人士突然扮起北京百姓作起謠言曰：「索額圖與納蘭明珠逢迎貪縱，兩人形勢相埒，相互傾軋。因此，天要平，杀老索；天要安，杀老明」。聽在天子康熙帝耳裡，用意是：天下（國家朝廷）和百姓要安定，必須殺了索額圖與納蘭明珠；聽在老百姓耳中，康熙身旁兩大紅人權勢日升，卻是康熙帝欲處置的對象，成為北京百姓的話柄。
康熙二十二年（1683年）三月八日，康熙帝自聞奏刑部尚書魏象樞的建議、和北京部分人士以言語謠傳除掉索額圖和明珠天下始太平無災殃之建議後，康熙帝諭議政王大臣等：「索額圖巨富通國莫及，朕以索額圖驕縱，時加戒飭，並不悛改。在朝諸大臣無不惶遽懼怕之者」。經議政王大臣議奏，索額圖被革去議政大臣、太子太傅、內大臣職務後，康熙帝命仍留任佐領。
康熙二十五年（1686年）八月二十三日，授領侍衛內大臣。
康熙二十七年（1688年）二月九日，康熙帝諭曰：「今在廷諸臣，自大學士以下、有職掌官員以上，全不恪勤乃職…種種情狀確知已久…朕雖洞見而不即指發，冀其自知罪戾痛加省改，庶可終始保全！…往後，大小臣工各宜洗滌肺腸痛改陋習，潔己奉公勉盡職掌，以副朕寬大矜全，咸與維新之至意」。康熙帝給大小官員都予以懲處，革去職務者亦不占少數。所以並非只有索額圖與納蘭明珠兩人受過康熙帝懲處而已。
康熙二十七年（1688年）三月，時俄羅斯遣使費岳多等，至色稜額地方，期我使至彼集議定界。康熙帝派領侍衛內大臣索額圖、都統公舅舅佟國綱、及尚書阿喇尼、左都御史馬齊、護軍統領馬喇等…，往主其議。并率八旗前鋒兵二百、護軍四百、火器營兵二百，偕往。
康熙二十七年（1688年）七月二十六日，先是喀爾喀[与]厄魯特搆兵。上命追還赴俄羅斯邊界會議官弁。令索額圖等率兵回駐汛界。至是，調回尚書阿喇尼。康熙帝諭之曰：「索額圖等所帶官兵駐彼無用，著撤回。其索額圖、佟國綱、馬喇，仍前留駐」。
康熙二十八年（1689年）四月二十六日，俄羅斯遣使費岳多等，至尼布潮地方，請議分界事宜。康熙帝復遣領侍衛內大臣索額圖等，赴尼布潮就議。索額圖奏言：「尼布潮、雅克薩既係我屬所居地。臣等請如前議，以尼布潮為界，此內諸地皆歸我朝」。
康熙帝諭曰：「今以尼布潮為界，則俄羅斯遣使貿易無棲託之所，勢難相通。爾等初議時，仍當以尼布潮為界。彼使者若懇求尼布潮，可即以額爾古納為界，并調黑龍江兵一千五百人往會之」。
康熙二十八年（1689年），索額圖等奏：「臣等抵尼布潮城與俄羅斯國來使：費要多羅·額禮克謝（費岳多）會議。彼初猶以尼布潮、雅克薩，為所拓之地固執爭辨。臣等以鄂嫩、尼布潮係我國所屬毛明安諸部落舊址、雅克薩係我國虞人阿爾巴西等故居。後為所竊據，細述其原委開示之，因斥其侵犯之非，復宣諭皇上好生德意，於是費要多羅等、及俄羅斯國人眾皆歡呼誠服，遂出其地圖議分界事宜，共相盟誓、永歸和好…」。
康熙二十九年（1690年）正月九日，康熙帝諭內大臣等：「朕於國家政務竭力勤求，是非自任從不委於臣下，即如遷移吳三桂叛亂之事，索額圖建議應請正法。朕堅持獨斷必令遷移。彼時十三省用兵數載，天下大事皆朕一人獨任，亦曾推委爾等乎？…又平定俄羅斯之事，滿漢諸臣咸謂彼距中國道遠，難以成功。朕謂此事，斷不可中止。即遣大臣前往，遵朕指示而行，俄羅斯隨即款服。朕未嘗自伐其功，但不似爾等稍有功績，即有人代為表揚也。朕乃萬姓之主，惟以兆庶未安，此衷不能稍釋，至於無知之人妄生議論，朕毫不介意也」。
康熙二十九年（1690年）七月二日，噶爾丹深入烏朱穆秦地。康熙帝命裕親王福全統兵征噶爾丹，索額圖和諸王大臣參贊軍務。諸軍前發，惟佟國維、索額圖、明珠留京，俟大將軍至陰山馳往會之。七月二十五日，撫遠大將軍和碩裕親王福全又疏言：「蘇努、阿密達等兵，俱已來會」。康熙帝諭曰：「內大臣舅舅佟國維、內大臣索額圖、纳兰明珠、阿密達與王等親督指揮，視何處當應援親率兵赴之」。
康熙二十九年（1690年）十一月二十二日，褔全索額圖和諸王大臣，以噶爾丹敗遁不行追剿，諸王大臣一起議罪後，索額圖被罷議政降四級留任。
康熙三十五年（1696年）四月十日，命索額圖將兵部趕來馬匹取其臕壯者五百匹，并自京城趕來旗下馬匹照數看給。
康熙三十五年（1696年）四月二十三日，康熙帝命領侍衛內大臣索額圖，料理火礮事務。
康熙三十六年（1697年）四月三日，命留領侍衛內大臣索額圖於船站管理水路設站事務。
康熙三十六年（1697年）四月五日，諭議政大臣等：「今諸事俱畢，惟噶爾丹僅存，各處逃竄，大兵前進搜剿，不久旋師，路必由此。當逐站致米，師回乏糧者以米給之。來降之厄魯特、青海來朝之台吉等俱由此來。米糧馬匹已留於此，則駐此而理事者尤為緊要。朕本欲駐此親理其事，但天下事大是以回鑾。著留領侍衛內大臣索額圖、并都統阿席坦、噶爾瑪、王永譽、護軍統領蘇曷、副都統巴賽等於此」。
康熙四十年（1701年）九月二十四日，索額圖以老乞休，康熙帝允之。
康熙四十一年（1702年）十月五日，因皇太子胤礽患病，康熙帝駐蹕德州行宮，諭扈從領侍衛內大臣等：「皇太子胤礽患病，可召索額圖前來奉侍」。
康熙四十二年（1703年）五月十八日，領侍衛內大臣和碩額駙尚之隆等，傳康熙帝諭旨：「觀索額圖並無退悔之意，背後怨尤、議論國事。索額圖之黨類朕皆訪知：阿米達、麻爾圖、額庫禮、溫待、邵甘、佟寶。…舉國之人盡懼索額圖乎，亦有不懼者，即今伊家人已將索額圖告發…索額圖之黨漢官亦多，朕若盡指出俱至滅族。…往後爾等若與索額圖絕交，將所行之事舉出，尚可。不然，被株連，必如噶褚哈、阿思哈被滅族之禍…」。
康熙四十二年（1703年）五月十九日，康熙帝命傳諭索額圖：「爾家人告爾之事，留內三年，朕有寬爾之意，爾並無退悔之意，背後仍怨尤、議論國事、結黨妄行。爾背後怨尤之言…爾心內甚明。舉國俱係受朕深恩之人，若受恩者半不受恩者半，即俱從爾矣…。爾任大學士時因貪惡革退，後朕復起用，爾並不思念朕恩，即如養犬尚知主恩，若爾者極力加恩，亦屬無益…朕亦欲差人到爾家搜看，但被爾連累之人甚多，舉國俱不得安，所以中止。朕若不先發，爾必先之，朕亦熟思之矣。朕將爾行事指出一端，就可在此正法，尚念爾原係大臣，朕心不忍，但著爾閒住，又恐結黨生事、背後怨尤議論，著交宗人府、與根度一處拘禁、不可疏放。」。

## 身后
康熙帝命令將索額圖交宗人府拘禁。不久，索额图死于幽所。索额图的同党多伏誅、監禁、流放。
康熙四十二年（1703年）五月二十一日，康熙帝諭：「在索額圖處行走一二次者亦有人，伊等不知，每日疑慮，爾等可傳諭之至，翁俄里、佟寶斷不可寬恕，伊等即如索額圖之子也」。
康熙四十七年（1708年）九月四日，康熙帝諭曰：「索額圖被處死後，今皇太子胤礽欲為索額圖復仇，結成黨羽，令朕未卜今日，被鴆明日遇害，晝夜戒慎不寧」。當下，康熙帝又宣諭索额图罪狀，誅索額圖之子格爾芬、阿爾吉善。
康熙帝覺得廢太子胤礽突然心性變異，品行不良，認為是索額圖父子所引起的。
康熙四十七年（1708年）十一月八日，康熙帝諭領侍衛內大臣等曰：「朕竭力調治[廢太子胤礽]，果蒙天佑，狂疾頓除…盡去其奢費虐眾種種悖謬之事，改而為善。朕自另有裁奪，如廢太子胤礽狂疾不痊，仍蹈前惡，天亦不容也！朕為君父，凡事皆朕真知灼見，當斬者斬之，當罪者罪之，並未嘗聽信人言而為此也。且一切暗中搆煽悖亂行事，俱係索額圖父子。頃，廢太子亦奏言：其向時悖亂，皆自伊等為之」。
康熙五十年（1711年）十月二十七日，康熙帝諭曰：「…耿額諂媚索額圖時，饋送禮物，於索額圖案內即應誅戮，朕特宥之，今乃負恩造謀結黨，為太子胤礽援結朋黨者，伊等所行皆由於耿額！…索額圖之[余]黨竟不斷絕，俱欲為索額圖報復，豈伊等祖父，皆索額圖之奴僕乎…伊欲因皇太子胤礽而結黨者，何也？皇太子胤礽朕之子，朕父子之間並無他故，皆伊等在其間生事耳，此輩小人若不懲治，將為國之亂階矣！」。不久，康熙帝令耿額依擬絞死。
康熙五十二年（1713年）二月，康熙帝諭領侍衛內大臣大學士九卿等：「廢太子胤礽驕縱之漸，實由於此，索額圖，誠本朝第一罪人也」。康熙五十七年（1718年）正月二十一日，康熙帝諭曰：「廢太子胤礽心性改移，行事悖亂，皆索額圖導之也」。

## 收藏
索額圖漢化甚深，“好古玩，凡汉唐以来，鼎镬盘盂，索相见之，无不立辨真赝，无敢欺者”。曾收藏元画家倪瓒《容膝斋图》（现藏台北故宫博物院）。

## 家庭
- 父为康熙朝首席辅政大臣一等公索尼。母为索尼之妾沙济富察氏，佐领屯塔西之女。
- 妻佟佳氏。
- 九子：
  - 格尔芬（又名索芬，字素庵），官至詹事府詹事、太仆寺卿，擅詩詞，性尤愛竹，与宗室诗人博爾都（父辅国公巴都海）相唱和。
  - 阿尔吉善、托贤、傲贤、朱贤、色尔金、噶哈（此二人或作索斌、朱斌）、景芳、普贤。
- 女：
  - 长女法名众圣保，生于康熙七年七月十三日，卒于康熙甲寅年十二月二十七日。年仅七岁。
  - 女一名乌云珠（满语，汉语译为九十，取长寿之意），又名蕊仙，适文华殿大学士伊桑阿（正黄旗满洲伊尔根觉罗氏），诰封一品夫人。女诗人，著有《绚春堂吟草》。慎郡王允禧《花间堂载笔》称其“长白女史，澹如工诗。每誉蕊仙，天资颖异，流览经史，寓目不忘，有大家风范。”诗作在《国朝闺秀正始集》中有收录。
  - 女一名桓若，适湖广总督李辉祖（正黄旗汉军辽东李氏）之子、辽东三老诗人之一李锴。女诗人，誉为“有孟光、少君(桓少君)之风”，诗作在《国朝闺秀正始集》中有收录。[35]
  - 女一名不详，适镶白旗满洲、佐领觉罗巴良（祖父大學士覺羅巴哈納）。
  - 女一名不详，适輕車都尉李佩德（正黄旗汉军鐵嶺李氏）。

## 影視作品
| 年份   | 劇名                      | 演員   | 剧中姓名 | 註解 |
| 1983年 | 電影《鹿鼎記》            | 楊志卿 | 索額圖   |      |
| 1984年 | 電視劇《鹿鼎記》          | 唐復雄 | 索額圖   |      |
| 1984年 | 電視劇《鹿鼎記》          | 焦雄   | 索額圖   |      |
| 1987年 | 電視劇《滿清十三皇朝》    | 張鴻昌 | 索額圖   |      |
| 1997年 | 電視劇《施公奇案-麒麟蠱》 | 林在培 | 索額圖   |      |
| 1998年 | 電視劇《鹿鼎記》          | 羅浩楷 | 索額圖   |      |
| 2001年 | 電視劇《康熙王朝》        | 薛中銳 | 索額圖   |      |
| 2002年 | 電視劇《天下无双》        | 郭亮   | 索額圖   |      |
| 2008年 | 電視劇《鹿鼎記》          | 譚非翎 | 索額圖   |      |
| 2014年 | 電視劇《食為奴》          | 王俊棠 | 索額圖   |      |
| 2014年 | 電視劇《鹿鼎記》          | 李慶祥 | 索額圖   |      |
| 2017年 | 電視劇《龍珠傳奇》        | 盧星宇 | 索額圖   |      |
| 2018年 | 電視劇《一代名相陳廷敬》  | 薛山   | 索額圖   |      |
| 2022年 | 電視劇《天下長河》        | 梁冠華 | 索額圖   |      |

## 延伸阅读
[在维基数据编辑]
 《清史稿·卷269》，出自趙爾巽《清史稿》
 在维基共享资源阅览影像